# Vera Moore
Pour les articles homonymes, voir Moore.
Vera Moore (née à Dunedin Nouvelle-Zélande en 1896 - 1997) est une pianiste originaire de Nouvelle-Zélande, mais dont une partie de la vie se déroula en France.

## Biographie
Elle est née à Dunedin en Nouvelle-Zélande d'un père, organiste et professeur de piano : Herbert Moore. Son frère George Frederick Moore a été professeur de piano à la Royal Academy à Londres. Élève de Leonard Borwick, lui-même disciple de Clara Schumann, elle acquit une réputation internationale dans les années 1920-1930, notamment par ses interprétations de Frédéric Chopin et de Claude Debussy.
Sujette britannique, elle doit, durant la seconde guerre mondiale qui la surprend en France, s'enfuir vers la zone libre et quitter le pays, où elle revient à la libération. Retirée à Jouy-en-Josas, elle y donne des cours de piano et compte parmi ses élèves Pierre-Alain Volondat, lauréat en 1983 du premier prix du Concours musical international Reine-Élisabeth-de-Belgique.
Vera Moore a été la compagne du sculpteur Constantin Brâncuși, dont elle a eu un fils : John Moore.

## Sources principales
- Vera Moore, pianiste, de Dunedin à Jouy-en-Josas de Christophe Baillat, Ed. L'Harmattan, 2012
- An Encyclopaedia of New-Zealand, Ed. A.H. Mc Lintock, 1966 (article Expatriates-Biographies).